# WASP-6
WASP-6 è una stella nana gialla situata nella costellazione dell'Aquario a circa 1000 anni luce dal sole. È possibile localizzarla anche mediante l'ausilio di un telescopio amatoriale ed è dotata di un pianeta, WASP-6 b, scoperto con il metodo del transito nel 2008 all'interno del programma SuperWASP.
| Pianeta | Tipo            | Massa    | Periodo orb. | Sem. maggiore | Eccentricità | Scoperta |
| ------- | --------------- | -------- | ------------ | ------------- | ------------ | -------- |
| b       | Gigante gassoso | 0,503 MJ | 3,361 giorni | 0,0421 UA     | 0,054        | 2008     |